# Зилум
Зилум (нем. Silum) — деревня в Лихтенштейне в муниципалитете Тризенберг. Альпийский курорт.

## География
Площадь составляет 40,7 га, из которых 24 га занимают продуктивные пастбища. Деревня простирается на высотах от 1400 до 1700 метров над уровнем моря.  

## Название
Топоним Silum (Salum)  полагают, имеет ретороманское происхождение слова «земля».

## История
Основано на месте разрозненных весенних пастбищ, 5-ти хозяев, которым они были проданы за 300 гульденов. 
Самым выдающимся строением является «Курхауз», построенный Францом Ксавьером Беком в течение 1914—1919 годов. В тридцатых он был передан в аренду компании Almbruderschaft, владельцы которой были из Нацистской Германии. В 1934 г. предприятие участвовало в национальной выставке промышленной продукции, где были представлены деревянные изделия, производимые в Зилуме.

## Туризм
Через село проходит международная альпийская тропа Фюрстенштайг.